# ابراهیم چلیک‌کول
ابراهیم چلیک‌کول (ترکی استانبولی: İbrahim Çelikkol؛ زادهٔ ۱۴ فوریهٔ ۱۹۸۲) هنرپیشه، مدل و بازیکن بسکتبال اهل ترکیه است.

## زندگی شخصی
ابراهیم بازیکن حرفه‌ای لیگ بسکتبال ترکیه و عضو تیم ملی بسکتبال جوانان بود. او پدرش را که خود بازیکن حرفه‌ای فوتبال و مشوق اصلی وی در زمینه ورزش بود را در سال ۲۰۰۰ از دست داد؛ و به همین دلیل ورزش را رها کرد و وارد صنعت مدلینگ شد.
او به مدت چند سال در زمینه مدلینگ به صورت جدی فعالیت داشت تا اینکه کارگردان مشهور ترک عثمان سیناو او را به عنوان نقش اصلی برای سریال خود کشف و وارد عرصه بازیگری کرد.

### حمایت از حیوانات
ابراهیم علاقه زیادی به طبیعت و حیوانات دارد و در همین راستا سرپرستی تعدادی زیادی  سگ کنگل  را به عهده گرفته و جوایزی نیز از انجمن‌های حمایت از حیوانات دریافت کرده است.

## زندگی هنری
چلیککول در سال ۲۰۱۲ در فیلم سینمایی پرهزینه فتح ۱۴۵۳ که موضوع فیلم مربوط به فتح شهر استانبول در سال ۱۴۵۳ بود به عنوان یکی از نقش های اصلی (اولوباتلی حسن) بازی کرد. او با نقش آفرینی در این اثر ، جایزه معتبر بهترین بازیگر جوان با آینده درخشان را از جشنواره Sadri Alışık دریافت کرد.
در ۱۷ سپتامبر ۲۰۱۱ سریال عفت از کانال استار تی وی پخش شد که جایزه بهترین بازیگر نقش اول مرد از دانشگاه کارادنیز را برای وی به ارمغان آورد.
در ۱۳ فوریه ۲۰۱۳ سریال مرحمت با نقش آفرینی وی و کارگردانی چاغاتای توسون از کانال D ترکیه پخش شد.
سال ۲۰۱۶ در سریال گره کور نقش علی نجات را (در کنار بلچیم بیلگین که در سینمایی موفق sadece sen نیز پارتنر او بود) بازی کرد. این سریال ، اولین سریال ترک بود که کمپانی نت‌فلیکس آن را خریداری کرد.
در سال ۲۰۱۷ در سریال عشق سیاه و سفید با ایفای یک بازی متفاوت و خوب باعث تحسین بسیاری از منتقدین و بینندگان شد. او در این سریال ایفاگر نقش فرهاد بود.
در سال ۲۰۲۱ به تازگی به جمع کادر بازیگران سریال روزگارانی در چوکوروا اضافه شده است. نقش او در این سریال هاکان است.

## فیلم‌شناسی
| آثار      | آثار                 | آثار              | آثار            |
| سال       | نام                  | نقش               | یادداشت         |
| --------- | -------------------- | ----------------- | --------------- |
| ۲۰۰۷      | Pars: Narkoterör     | شامل باتورای      | سریال           |
| ۲۰۰۹      | M.A.T                | سینان آتالای      | سریال           |
| ۲۰۱۰      | Keskin Bıçak         | میتهات            | سریال           |
| ۲۰۱۰–۲۰۱۱ | karadağler           | گل‌علی کاراداغ     | سریال           |
| ۲۰۱۱–۲۰۱۲ | عفت                  | جمیل اوزدمیر      | سریال           |
| ۲۰۱۲      | فتح ۱۴۵۳             | اولوباتلی حسن     | سینمایی         |
| ۲۰۱۳–۲۰۱۴ | مرحمت                | فیرات کازان       | سریال           |
| ۲۰۱۴      | فقط تو               | علی               | سینمایی         |
| ۲۰۱۴      | واکنش                | اوعوز             | سریال           |
| ۲۰۱۶      | سدالبحیر ۳۲ ساعت     | محمت چاووش        | مینی سریال      |
| ۲۰۱۶–۲۰۱۷ | گره کور              | علی‌نجات کاراسو    | سریال           |
| ۲۰۱۷–۲۰۱۸ | عشق سیاه و سفید      | فرهات اصلان       | سریال           |
| ۲۰۱۸–۲۰۱۹ | زوج افسانه‌ای         | مرت بارجا         | سریال           |
| ۲۰۱۹–۲۰۲۱ | خانه تو سرنوشت توست  | مهدی کاراجا       | سریال           |
| ۲۰۲۱-۲۰۲۲ | روزگارانی در چوکوروا | هاکان گوماش اوغلو | سریال           |
| ۲۰۲۱      | پرواز پرنده          | کنان              | سریال (نتفلیکس) |
| ۲۰۲۲      | مست عشق              | اسکندر            | سینمایی         |